# Linda Schilder
Linda Schilder (Purmerend, 29 mei 1980) is een Nederlandse zangeres van de band Mon Amour. Schilder is het achternichtje van zangeres Anny Schilder.

## Biografie
Schilder begon als negenjarige met zingen bij het Volendamse Petruskoor, waar zij overigens tot 2007 mee bleef optreden.
Schilder begon haar professionele zangcarrière toen ze zeventien jaar was. In 1997 deed Schilder mee aan een talentenjacht bij het TROS-programma Let’s make Music en behaalde hierbij de eerste plaats. Van producer Roy Beltman en BZN-toetsenist Dick Plat kreeg ze een platencontract aangeboden bij Dino Music. Ze nam toen haar eerste album op en bracht in 1998 en 1999 twee singles uit (My summer love en Broken hearted) met als producer Plat. Verder bracht Schilder een single uit als zangeres van de meidenband X Factor en deed zij in 2002 mee aan de eerste Idols waar ze bij de beste 15 eindigde. Samen met de twee mede-idols Yvette de Bie en Graziëlla Hunsel bracht ze de R&B-single United uit. Hierna tourde ze met de Top 40-coverband Trend door het hele land.
Na het stoppen van BZN in 2007 werd Schilder gevraagd door Jack Veerman als zangeres in de band The Mon Amour band. Deze band speelt voornamelijk repertoire in de stijl van BZN. Veerman is de enige BZN'er die in de band zit. Op 4 september 2017 kwam de band met het persbericht dat Veerman wilde stoppen bij The Mon Amour band. De overige bandleden wilden niet verder zonder Veerman waarmee na theaterseizoen 2017/2018 Mon Amour op 9 juni 2018 zal stoppen.
Hierna ging Schilder aan de slag als taxateur bij een makelaarskantoor.